# Rock 'n' roll robot/Miele
Rock 'n' roll robot/Miele è il sesto singolo del cantautore italiano Alberto Camerini, pubblicato nel giugno 1981 dalla CBS; entrambi i brani sono contenuti nell'album Rudy e Rita.

## Descrizione
Rock 'n' roll robot si basa su una melodia realizzata prevalentemente con effetti elettronici e un largo utilizzo di sintetizzatori. La canzone parla, in terza persona, di un Arlecchino-robot tuttofare che suona la chitarra in un gruppo rock and roll, verso il quale chi canta dice di provare amore. È stato il primo vero grande successo di Camerini, che da allora viene soprannominato "Arlecchino del rock'n'roll", sia per le sue tipiche movenze durante le esibizioni dal vivo sia per la citazione diretta della celebre maschera bergamasca. Il testo contiene anche alcuni termini derivanti dal mondo dell'informatica (computer, terminale video), all'epoca una grande innovazione tecnologica che stava iniziando a diffondersi nel mercato di massa, ed un richiamo esplicito al famoso brano Johnny B. Goode di Chuck Berry ("Johnny plays guitar like ringing a bell").
Sull'altro lato del singolo si trova la canzone Miele, con una musica in stile medievale, che faceva parte dello spettacolo di Ferruccio Soleri "Arlecchino e gli altri", realizzato dal Piccolo Teatro di Milano. 
Il disco è stato uno dei singoli più venduti del 1981.
La copertina presenta, su entrambi i lati, un primo piano di Camerini.

## Tracce
LATO A
1. Rock'n'roll robot (testo: Alberto Camerini; edizioni musicali April Music)

LATO B
1. Miele (testo: Alberto Camerini; edizioni musicali April Music)